# Campionati canadesi di sci alpino 1961
I Campionati canadesi di sci alpino 1961 si disputarono nel mese di febbraio a Mont Orford; furono assegnati i titoli di discesa libera, slalom speciale e combinata, sia maschili sia femminili.

## Risultati
| Specialità      | Uomini          | Donne          |
| --------------- | --------------- | -------------- |
| Discesa libera  | Heli Summerauer | Vicki Rutledge |
| Slalom speciale | Jean-Guy Brunet | Nancy Holland  |
| Combinata       | Arnold Midgley  | Vicki Rutledge |